# Płamen Iliew
Płamen Iwanow Iliew (bułg. Пламен Иванов Илиев, ur. 30 listopada 1991 w Botewgradzie) – bułgarski piłkarz grający na pozycji bramkarza w rumuńskim klubie Universitatea Cluj.

## Kariera klubowa
Swoją karierę piłkarską Iliew rozpoczął w Bałkanie Botewgrad. Następnie został zawodnikiem klubu Widima-Rakowski Sewliewo. W drugiej lidze bułgarskiej zadebiutował 8 sierpnia 2009 w meczu z PFC Kom-Minior (1:1). W sezonie 2009/2010 awansował z Widimą-Rakowskim z drugiej do pierwszej ligi. W klubie tym występował do końca 2010.
Na początku 2011 Iliew przeszedł do Lewskiego Sofia. W jego barwach zadebiutował 6 marca 2011 w zwycięskim 2:0 wyjazdowym meczu z Łokomotiwem Sofia. Od czasu debiutu był pierwszym bramkarzem Lewskiego.
Latem 2015 Iliew przeszedł do rumuńskiego FC Botoșani. W latach 2017–2019 występował w rumuńskim klubie Astra Giurgiu.
12 stycznia 2019 podpisał kontrakt z bułgarskim klubem Łudogorec Razgrad.
| Sezon   | Klub                     | Kraj     | Rozgrywki | Mecze | Bramki |
| ------- | ------------------------ | -------- | --------- | ----- | ------ |
| 2009/10 | Widima-Rakowski Sewliewo | Bułgaria | B PFG     | 23    | 0      |
| 2010/11 | Widima-Rakowski Sewliewo | Bułgaria | A PFG     | 11    | 0      |
| 2010/11 | Lewski Sofia             | Bułgaria | A PFG     | 13    | 0      |
| 2011/12 | Lewski Sofia             | Bułgaria | A PFG     | 29    | 0      |
| 2012/13 | Lewski Sofia             | Bułgaria | A PFG     | 26    | 0      |
| 2013/14 | Lewski Sofia             | Bułgaria | A PFG     | 18    | 0      |
| 2014/15 | Lewski Sofia             | Bułgaria | A PFG     | 17    | 0      |
| 2015/16 | FC Botoșani              | Rumunia  | Liga I    |       |        |

## Kariera reprezentacyjna
W latach 2010–2012 Iliew grał w reprezentacji Bułgarii U-21. W dorosłej reprezentacji zadebiutował 29 maja 2012 w przegranym 0:2 towarzyskim spotkaniu z Turcją, rozegranym w Salzburgu.